# ورنلس
ورنلس (به فرانسوی: Vernols) یک کمون در فرانسه است که در Canton of Allanche واقع شده‌است.

## خصوصیات
ورنلس ۲۴٫۲ کیلومترمربع مساحت و ۶۹ نفر جمعیت دارد و ۱٬۱۰۰ متر بالاتر از سطح دریا واقع شده‌است.